# Самыловское сельское поселение
Самы́ловское се́льское поселе́ние — муниципальное образование в Мантуровском районе Костромской области.
Административный центр — деревня Самылово.

## История
Самыловское сельское поселение образовано 30 декабря 2004 года в соответствии с Законом Костромской области № 237-ЗКО, установлены статус и границы муниципального образования.

## Население
| 2008 | 2010 | 2012 | 2013 | 2014 | 2015 | 2016 |
| ---- | ---- | ---- | ---- | ---- | ---- | ---- |
| 693  | ↘638 | ↘622 | ↘618 | ↘610 | ↘591 | →591 |
| 2017 | 2018 |      |      |      |      |      |
| ↘548 | ↘537 |      |      |      |      |      |

## Состав сельского поселения
| №  | Населённый пункт | Тип населённого пункта          | Население |
| -- | ---------------- | ------------------------------- | --------- |
| 1  | Бёрдово          | деревня                         | ↗20       |
| 2  | Быковка          | посёлок                         | ↗51       |
| 3  | Великое Село     | деревня                         | →0        |
| 4  | Глинново         | деревня                         | →0        |
| 5  | Ефимово          | деревня                         | ↗193      |
| 6  | Жилино           | деревня                         | →0        |
| 7  | Зорино           | деревня                         | ↗61       |
| 8  | Ивкино           | деревня                         | ↗159      |
| 9  | Кириллово        | деревня                         | ↗9        |
| 10 | Кривоногово      | деревня                         | ↘9        |
| 11 | Макарово         | деревня                         | →0        |
| 12 | Паршино          | деревня                         | ↘2        |
| 13 | Погорелка        | деревня                         | ↗4        |
| 14 | Самылово         | деревня, административный центр | ↗115      |
| 15 | Уколово          | деревня                         | ↘1        |
| 16 | Фатьяново        | деревня                         | ↘58       |